# Stratocles roseipennis
Stratocles roseipennis är en insektsart som beskrevs av Ludwig Redtenbacher 1906. Stratocles roseipennis ingår i släktet Stratocles och familjen Pseudophasmatidae. Inga underarter finns listade i Catalogue of Life.